# 阿米尔卡雷·奇普利亚尼
阿米尔卡雷·奇普利亚尼（Amilcare Cipriani，1844年10月18日—1918年4月30日）是一位意大利社会主义者、无政府主义者、爱国者。
奇普利亚尼出生在安濟奧，但其家族原本来自里米尼。1859年6月，时年15岁的奇普利亚尼与朱塞佩·加里波第一同随撒丁王国军队参加了第二次意大利獨立戰爭中的索尔费里诺战役。1860年，奇普利亚尼逃出军队，在西西里加入了加里波第发起的千人远征；加里波第的远征军征服了当时受波旁王朝统治的兩西西里王國。
犯下了脱逃之罪的奇普利亚尼后获得赦免，重新加入正规军，1862年，他再度出逃，加入了加里波第对罗马发起的远征，加里波第此次远征的目标是攻佔罗马城，并将其纳入義大利王國领土。但意大利皇家陆军在阿斯普羅蒙特山击败了加里波第的志愿军。负伤了的加里波第被俘虏。奇普利亚尼脫逃，但只能出逃国外，随后在希腊避难。
奇普利亚尼参加过最终导致希腊国王奥托一世于1862年被废黜的一次示威活动。1867年，奇普利亚尼加入第一国际，于1871年参与了保卫巴黎公社的战斗，失败后，他被判死刑，但最终被流放，和其他7000余名犯人一同前往位于法属新喀里多尼亞的流放地。
1879年获得特赦后，奇普利亚尼于1880年返回法国，但很快就被驱逐出境。1881年1月，奇普利亚尼因“谋叛”之罪而被判处20年徒刑，1888年，公众发起活动，要求当局释放奇普利亚尼，他随后获释，因此他实际在监狱里呆了7年。1893年，在第二国际的苏黎世大会上，奇普利亚尼为表达对羅莎·盧森堡以及未获准与会的无政府主义者们的支持而辞去了职务。
1897年，就在希土战争期间，奇普利亚尼志愿加入加里波第军团（Garibaldi Legion），与加里波第之子里乔蒂（Ricciotti）以及西西里束棒运动（Fasci Siciliani）的前领袖们一同前往希腊作战，奇普利亚尼在战斗中负伤，于1898年7月30日再度被关进意大利的监狱，又度过了三年铁窗生活。 
奇普利亚尼曾为《平民》（Le Plébéien）等无政府主义期刊撰文，最后于1918年4月30日在巴黎一所医院逝世，终年73岁。1911年，意大利当局将奇普利亚尼的著作定性为反动文学，全部封禁。
未来的法西斯意大利的独裁者贝尼托·墨索里尼的父母为纪念奇普利亚尼，在儿子的名字里加了个中间名“阿米尔卡雷”。 